# Turnhaus Stadthausstrasse

Postkarte eines 1854 durchgeführten Sektionsturnfests mit einer Abbildung der Turnhalle

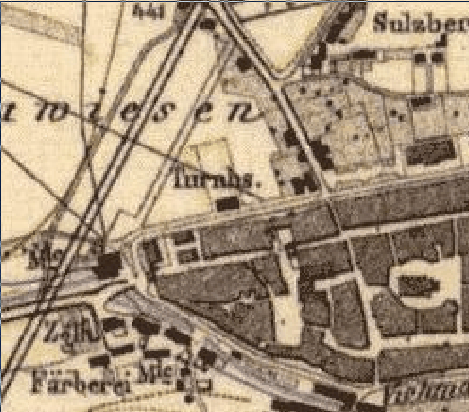
Das Turnhaus auf der Wildkarte von 1850

Das Turnhaus Stadthausstrasse in Winterthur war die erste Turnhalle der Schweiz.

## Geschichte
Die gemäss «Petition 1843 betreffend Turnhaus» an der Stadthausstrasse 18 errichtete Turnhalle wurde 1845 erstellt. Zeitgleich wurde am 1. Mai 1845 mit dem Stadtturnverein Winterthur der erste Turnverein der Stadt gegründet. 1856 war das Turnhaus die Austragungsstätte der 25. Ausgabe des Eidgenössischen Turnfests.
Nach rund 22 Jahren musste die Turnhalle 1867 dem Hauptsitz der Bank in Winterthur weichen, nachdem die Stadt ihr Land der Bank verkauft hatte. Als Ersatzbau wurde daraufhin von Stadtbaumeister Carl Friedrich Wilhelm Bareiss an der St. Georgenstrasse die Turnhalle Lind Nord errichtet.
Heute erinnert noch die Turnerstrasse an den alten Standort des in unmittelbarer Nähe zum Bahnhof Winterthur gelegenen Turnhauses.